# یواس‌اس ال‌اس‌تی-۷۰
یواس‌اس ال‌اس‌تی-۷۰ (به انگلیسی: USS LST-70) یک کشتی بود که طول آن ۳۲۸ فوت (۱۰۰ متر) بود. این کشتی در سال ۱۹۴۳ ساخته شد.